# Amt für Wiedergutmachung (Rheinland-Pfalz)

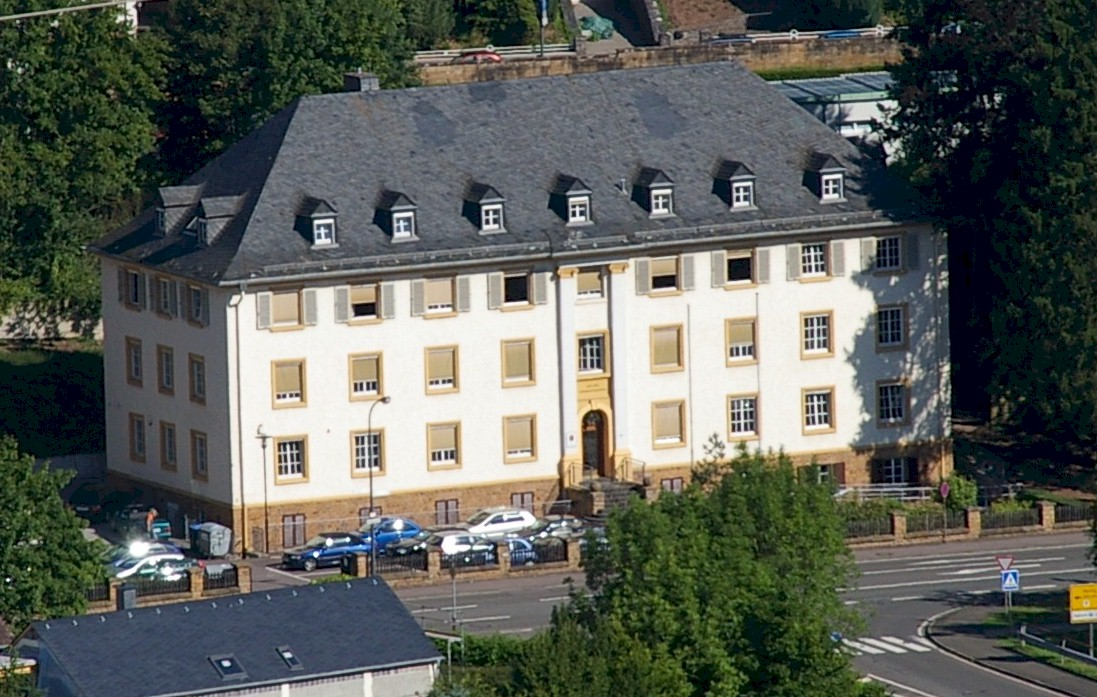
Amt für Wiedergutmachung in Saarburg

Das Amt für Wiedergutmachung ist eine Behörde des Landes Rheinland-Pfalz mit Sitz in Saarburg. Es ist zuständig für die Durchführung des Bundesrückerstattungsgesetzes (BRüG), Bundesentschädigungsgesetzes (BEG) und seit 1996 ebenfalls für die Bearbeitung von Anträgen nach dem Härtefonds des Landes Rheinland-Pfalz zur Unterstützung von Opfern des Nationalsozialismus. Das Amt für Wiedergutmachung ist dem Ministerium der Finanzen unmittelbar unterstellt.

## Geschichte
Das Land Rheinland-Pfalz verpflichtete sich in seiner Verfassung ausdrücklich zur Wiedergutmachung nationalsozialistischen Unrechts. Die Regelungen und Strukturen zur Wiedergutmachung wurden beim Ministerium für Finanzen und Wiederaufbau angesiedelt und 1950 neu geordnet. Hierbei wurden die früheren Betreuungsstellen für die Opfer des Faschismus und das Amt für Wiedergutmachung im Finanzministerium mit dem Landesamt für kontrollierte Vermögen mit seinen nachgeordneten Dienststellen vereinigt. So entstanden das neue Landesamt für Wiedergutmachung und kontrollierte Vermögen in Mainz und je ein Bezirksamt für Wiedergutmachung und kontrollierte Vermögen in Neustadt, Koblenz, Mainz und Trier. Bis Ende 1951 wurden diesen nachgeordnete Ämter bei einigen Stadt- und Kreisverwaltungen zugeordnet. Später entstand ein Außenamt in Berlin.
Bis 1987 wurden bei den Wiedergutmachungsbehörden des Landes Rheinland-Pfalz insgesamt rund 940.000 Entschädigungsanträge gestellt. Um diese möglichst zeitnah bearbeiten zu können, wurde die Mitarbeiterzahl in der Wiedergutmachungsverwaltung des Landes Rheinland-Pfalz zeitweise auf bis zu 720 Mitarbeiter erhöht. Nachdem Ende der sechziger Jahre die Bearbeitung von Erstanträgen abgeschlossen war, konnte die Mitarbeiterzahl reduziert werden und einzelne Ämter wurden aufgelöst. Zuerst wurden das Landesamt in Mainz sowie die Außenstelle in Berlin aufgelöst, später die Bezirksämter in Mainz und Neustadt und Mitte der 1980er Jahre das Bezirksamt in Koblenz.
Heute ist für die Bearbeitung der in die Zuständigkeit des Landes Rheinland-Pfalz fallenden Entschädigungsfälle nach dem BEG ausschließlich das Amt für Wiedergutmachung in Saarburg zuständig. Dieses befindet sich seit dem 1. Januar 1975 im Gebäude des ehemaligen Finanzamtes Saarburg.
Am 1. September 2014 wurde das Amt für Wiedergutmachung aufgelöst und als Außenstelle in das ebenfalls zu diesem Zeitpunkt gegründete Landesamt für Finanzen (vorm. ZBV – Zentrale Besoldungs- und Versorgungsstelle des Landes Rheinland-Pfalz) integriert.

## Aufgaben
Heute besteht die Hauptaufgabe des Amtes für Wiedergutmachung in der Betreuung der laufenden Rentenfälle und Härteausgleichszahlungen sowie der Bearbeitung von Anträgen im Rahmen des Heilverfahrens für verfolgungsbedingte Erkrankungen nach dem Bundesentschädigungsgesetz sowie der Bearbeitung von Anträgen nach dem Härtefonds des Landes Rheinland-Pfalz.

## Quelle und Weblink
- https://afw.lff-rlp.de/de/startseite – Webseite Amt für Wiedergutmachung